# Storahults strand
Storahults strand är en fd småort i Båstads kommun, Skåne län, belägen vid kusten omedelbart norr om Vejbystrand i Förslövs socken. 2015 klassade SCB bebyggelsen som en del av tätorten Ängelholm.